# Exilia
Exilia — итальянская альтернативная англоязычная музыкальная группа, играющая в стиле Nu Metal.

## История
Группа была сформирована в 2000-м году в городе Милан. Поначалу коллектив состоял только из двух участников — Masha и Elio Alien. Встреча этих двух личностей произошла случайно, а именно — в музыкальном магазине. Своеобразное, агрессивно-мелодичное звучание коллектива привлекло внимание рекорд-лейбл GUN Records, который к тому времени уже успел порадовать музыкальную аудиторию проектом Guano Apes. В 2000-м Exilia подписывают контракт, в этом же году выходит их первое творение: альбом «Rightside Up».
Следующий альбом, Unleashed, дебют которого состоялся в мае 2004 года, попал в «Top 40» немецких чартов.
Группа выступала на концертах с Oomph!, Guano Apes, H-Blockx, Clawfinger, HIM, Therapy?, In Extremo, Rammstein, God Forbid, Sanctorum и Ill Nino.

## Дискография

### Студийные альбомы
- Rightside Up (2000)
- Unleashed (2004)
- Nobody Excluded (2006)
- My Own Army (2009)
- Naked (2010)
- Decode (2012)
- Purity (2015)
- Heroes And Dust (2023)

### Синглы/EP
- Underdog EP (2003)
- Stop Playing God (2004)
- Coincidence (2004)
- Can't Break Me Down (2005)
- Feel The Fire (2018)
- I Am God (2019)